# 小行星120038
小行星120038（120038 Franlainsher）是一颗绕太阳运转的小行星，为主小行星带小行星。该小行星于2003年1月发现。
該小行星以發現者詹姆斯·惠特尼·揚的前妻弗朗希絲·費雪（Frances Fisher）和嫂嫂伊蓮·費雪（Elaine Fisher）命名。

## 轨道参数
小行星120038的轨道半长轴为345 676 352 km（2.3106708 UA），离心率为0.161。